# Govern de Luxemburg
El Govern luxemburguès Té una forma de govern parlamentari amb una monarquia constitucional que funciona segons la primogenitura absoluta. És regulat per les disposicions de la Constitució de 1868, el poder executiu de Luxemburg recau en el Gran Duc i al gabinet, que consta del Primer Ministre del Viceprimer ministre i diversos ministres més.

## Llista de governs de Luxemburg
Els diversos governs són nomenats pel nom del primer ministre i, quan hi ha coalició, possiblement amb el nom d'un altre ministre, també alguns estan seguits d'un nombre quan els mateixos ministres del govern ocupen diversos períodes.
| Govern                        | Principi            | Final               |
| Gabinet De la Fontaine        | 1 d'agost 1848      | 2 de desembre 1848  |
| Gabinet Willmar               | 2 de desembre 1848  | 23 de setembre 1853 |
| Gabinet Simons                | 23 de setembre 1853 | 26 de setembre 1860 |
| Gabinet De Tornaco            | 26 de setembre 1860 | 3 de desembre 1867  |
| Gabinet Servais               | 3 de desembre 1867  | 26 de desembre 1874 |
| Gabinet De Blochausen         | 26 de desembre 1874 | 20 de febrer 1885   |
| Gabinet Thilges               | 20 de febrer 1885   | 22 de setembre 1888 |
| Gabinet Eyschen               | 22 de setembre 1888 | 12 d'octubre 1915   |
| Gabinet Mongenast             | 12 d'octubre 1915   | 6 de novembre 1915  |
| Gabinet Loutsch               | 6 de novembre 1915  | 24 de febrer 1916   |
| Gabinet Thorn                 | 24 de febrer 1916   | 19 de juny 1917     |
| Gabinet Kauffman              | 19 de juny 1917     | 28 de setembre 1918 |
| Gabinet Reuter                | 28 de setembre 1918 | 20 de març 1925     |
| Gabinet Prüm                  | 20 de març 1925     | 16 de juliol 1926   |
| Gabinet Bech                  | 16 de juliol 1926   | 5 de novembre 1937  |
| Gabinet Dupong-Krier          | 5 de novembre 1937  | 10 de maig 1940     |
| Govern luxemburguès a l'exili | 10 de maig 1940     | 23 de setembre 1944 |
| Govern d'Alliberament         | 23 de setembre 1944 | 14 de novembre 1945 |
| Govern de la Unió Nacional    | 14 de novembre 1945 | 1 de març 1947      |
| Gabinet Dupong-Schaus         | 1 de març 1947      | 3 de juliol 1951    |
| Gabinet Dupong-Schaus-Bodson  | 3 de juliol 1951    | 29 de desembre 1953 |
| Gabinet Bech-Bodson           | 29 de desembre 1953 | 29 de març 1958     |
| Gabinet Frieden               | 29 de març 1958     | 2 de març 1959      |
| Gabinet Werner-Schaus I       | 2 de març 1959      | 15 de juliol 1964   |
| Gabinet Werner-Cravatte       | 15 de juliol 1964   | 6 de febrer 1969    |
| Gabinet Werner-Schaus II      | 6 de febrer 1969    | 15 de juny 1974     |
| Govern Thorn-Vouel-Berg       | 15 de juny 1974     | 16 de juliol 1979   |
| Gabinet Werner-Thorn-Flesch   | 16 de juliol 1979   | 20 de juliol 1984   |
| Gabinet Santer-Poos I         | 20 de juliol 1984   | 14 de juliol 1989   |
| Gabinet Santer-Poos II        | 14 de juliol 1989   | 13 de juliol 1994   |
| Gabinet Santer-Poos III       | 13 de juliol 1994   | 26 de gener 1995    |
| Gabinet Juncker-Poos          | 26 de gener 1995    | 7 d'agost 1999      |
| Gabinet Juncker-Polfer        | 7 d'agost 1999      | 31 de juliol 2004   |
| Gabinet Juncker-Asselborn I   | 31 de juliol 2004   | 23 de juliol 2009   |
| Gabinet Juncker-Asselborn II  | 23 de juliol 2009   | 4 de desembre 2013  |
| Gabinet Bettel-Schneider I    | 4 de desembre 2013  | 5 de desembre 2018  |
| Gabinet Bettel-Schneider II   | 5 de desembre 2018  | 17 de novembre 2023 |
| Gabinet Frieden-Bettel        | 17 de novembre 2023 |                     |